# The Power and the Glory Hole
The Power and the Glory Hole è il quarto album dei Faster Pussycat, uscito il 13 luglio 2006 per l'etichetta discografica Full Effect Records.

## Tracce
1. Number One with a Bullet
2. Gotta Love It
3. Useless
4. Sex, Drugs, and Rock'N'Roll
5. Disintegrate
6. These Boots Are Made for Walking (Nancy Sinatra cover)
7. Hey You
8. Porn Star
9. The Power and the Gloryhole
10. Shut Up and Fuck (Betty Blowtorch cover)
11. Bye Bye Bianca

## Formazione
- Taime Downe - voce
- Xristian Simon - chitarra
- Danny Nordahl - basso
- Chad Stewart - batteria